# Диференціація клітин

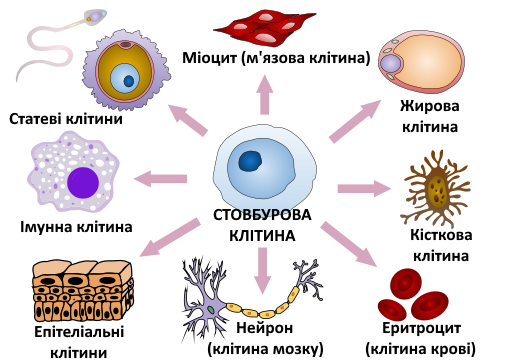
Стовбурова клітина як попередник диференційованих клітин

Диференціа́ція кліти́н, в біології розвитку, — процес, у якому клітини отримують певний тип або «фенотип».
Питання диференціації клітин — одне з основних питань біології розвитку: як з однієї клітини, зиготи, формується велика кількість різноманітних за формою та функцією клітин багатоклітинного організму, всі з яких мають однакову ДНК в ядрі.
Морфологія клітини та картина експресії генів можуть значно змінитися протягом диференціації, але генетичний матеріал зазвичай залишається без змін (хоча і з цього правила є нечисленні винятки, наприклад спеціалізований мутагенез клітин імунної системи).
Диференціація клітин виникає завдяки тому, що різні клітини мають активними різні типи генів. При цьому змінюється не лише генетичний, а й епігенетичний профіль клітин. Так, метилювання ДНК та пострансляційні модифікації гістонів, включення гістонових варіантів та ремоделювання хроматину грають дуже важливі ролі під час диференціації клітин.
Клітини, які здатні до поділу і диференційування в робочі клітини організму, які поповнюють запаси відмираючих старих клітин, називаються стовбуровими клітинами у тварин і меристематичними клітинами (клітинами твірної тканини) у вищих рослин. Клітина, яка може диференціюватися у всі клітинні типи, властиві даному організму, називається тотипотентною. У ссавців тільки зигота і ранні ембріональні клітини є тотипотентними, тоді як у рослин багато навіть диференційованих клітин можуть стати тотипотентними в лабораторних умовах.

## Ссавці

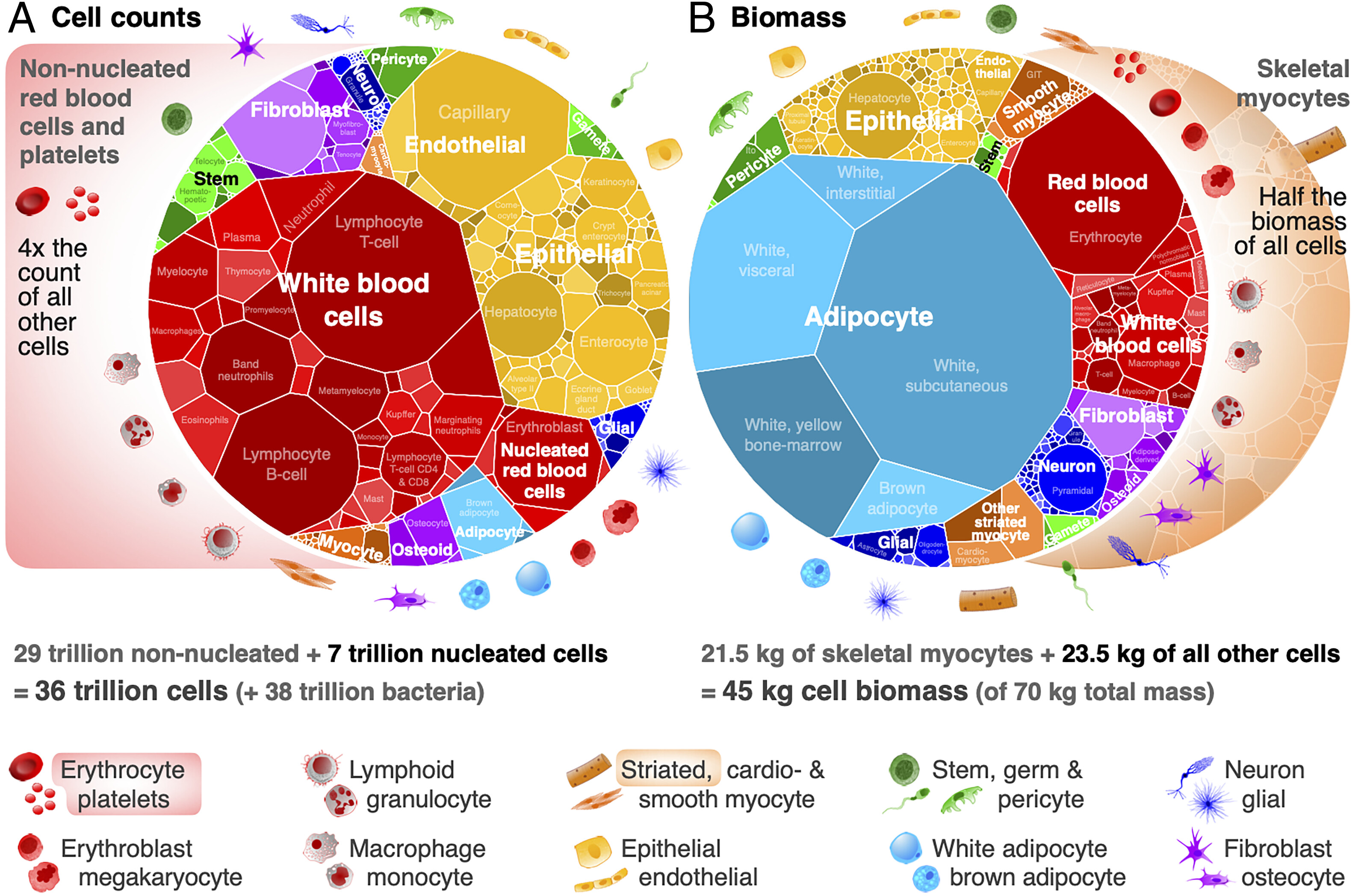
Групи людських клітин, розподілені за кількістю клітин і за сукупною клітинною масою

У ссавців перша стадія диференціації клітин настає незадовго після запліднення яйцеклітини. В період дроблення бластоциста розділяється на дві частини, внутрішню клітинну масу та трофобласт. Внутрішня клітинна маса складається з плюрипотентних клітин, які дадуть початок власне зародку, тоді як трофобласт або трофоектодерма формує зовнішню частину бластоцисти і диференціюється на поза-зародкові тканини, які становитимуть велику долю плаценти Цей процес відбувається до імплантації, поки зародок подорожує по фаллопієвим трубам до матки

## Епігенетичне перепрограмування
Епігенетичне перепрограмування передбачає перетворення одних типів клітин в інші. Зазвичай, клітини спочатку перетворюються назад в стан стовбурових клітин, а згодом перетворюють на конкретні типи клітин (нейрони, кардіоміоцити та інші).
Тіло людини містить, за деякими оцінками, 400 основних типів клітин[en] у 60 підтипах тканин — але кожен тип клітин має однакову геномну послідовність ДНК — їх відрізняють зміни в епігеномі. (див. Епігеноміка) Впливаючі на ці епігенетичні мітки, науковці можуть перетворюювати один тип клітин в інший, створювати специфічні культури клітин та органоїди, і використовувати їх в біомедичних дослідженнях, регенеративній медицині (лікування стовбуровими клітинами, тканинна інженерія), моделюванні хвороб та розробці ліків, харчовій промисловості (культивоване м'ясо), біотехнології тощо.

## Додаткова література

### Книги
- Серія книг Results and Problems in Cell Differentiation (Springer Nature, 1968-2023+)

### Журнали
- Cell Death and Differentiation (Nature Portfolio)
- Differentiation (Elsevier)
- Development Growth and Differentiation (Wiley-Blackwell)